# Zhou Youguang

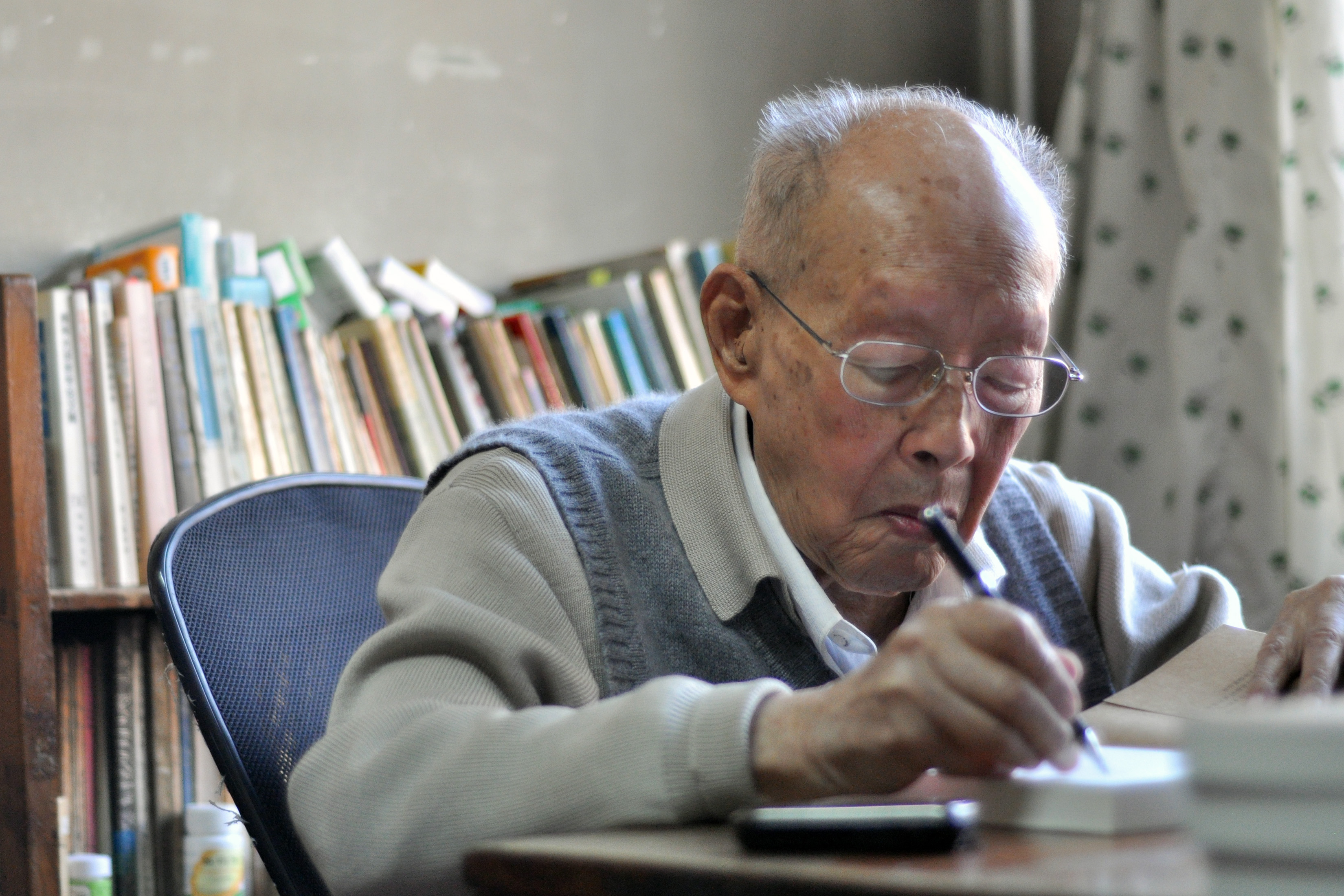
Zhou Youguang in 2012

Zhou Youguang (Chinees: 周有光) (Changzhou, 13 januari 1906 – Beijing, 14 januari 2017) was een Chinees taalkundige. Hij was de ontwerper van het Hanyu pinyin, waarin zijn naam wordt geschreven als Zhōu Yǒuguāng.
Youguang was sinds het overlijden van de 109-jarige Irving Kahn op 24 februari 2015 de oudste nog levende bekende persoon die niet alleen bekend was vanwege zijn hoge leeftijd.

## Opleiding en vroege loopbaan
Zhou werd op 13 januari 1906 geboren in Changzhou. Op tienjarige leeftijd verhuisde hij met zijn familie naar Suzhou. Vanaf daar ging hij naar school. Zhou schreef zich in bij de Saint John's University in Shanghai in 1923, waar hij afstudeerde in economie en daarbovenop extra cursussen deed in de taalkunde. Hij verliet de school gedurende het grootschalige protest in mei 1925 en studeerde in 1927 af aan de Guanghua-universiteit. Zhou verbleef in Japan als uitwisselingsstudent en werkte als bankier en econoom in voornamelijk New York. Toen in 1949 de Volksrepubliek China was opgezet, keerde hij terug naar Shanghai.

## Ontwerp van Hanyu pinyin
In 1955 werd Youguang door de regering aan het hoofd geplaatst van een commissie die de Chinese taal moest hervormen om de alfabetiseringsgraad van het land te verhogen. Het doel van de commissie waarvan hij de leider was was het romaniseren van de taal en een taal te creëren die de uitspraak van de Chinese karakters zou voorstellen. Youguang was drie jaar bezig met het bedenken en uitwerken van het Hanyu pinyin.

## Privé
Zhou trouwde in 1933 met Zhang Yuhne. Zij overleed in 2002. Samen hadden ze twee kinderen: een dochter (die al op zesjarige leeftijd overleed) en een zoon.
Tijdens de Culturele Revolutie in China werd Zhou, net zoals veel andere intellectuelen, opgepakt en in een interneringskamp geplaatst. Ook na de Culturele Revolutie liet hij een kritische stem horen. Een aantal jaren voor zijn dood zei Zhou nog dat hij hoopte lang genoeg te leven om te zien dat de Chinese overheid zou toegeven dat de bloedige onderdrukking van het volksprotest op het Tiananmenplein in Peking in 1989 een vergissing was geweest. Volgens Zhou geloven gewone mensen in China niet langer in het communisme en is de grote meerderheid van de intellectuelen in de Volksrepubliek voorstander van democratie.